# Oosterhoutse Golf Club
De Oosterhoutse Golf Club is een Nederlandse golfclub in Oosterhout in de provincie Noord-Brabant.

## Historie
De club werd in 1985 opgericht.

Deze 18-holes golfbaan is een ontwerp van golfbaanarchitect Joan Dudok van Heel. De baan is voor een deel een bosbaan en voor een deel een parkbaan. In 1989 werden de eerste negen holes geopend door mr Frank Houben (commissaris van de Koningin) en in 1991 werd het clubhuis geopend. De drivingrange werd ook in 1991 geopend. De club kreeg in 1994 de B-status. Op 10 september 1994 werd de club officieel geopend door prins Claus en twee weken later kreeg de club de A-status. In 1995 werd het 10-jarig bestaan van de club gevierd met de eerste golfweek. Het 15-jarig bestaan werd gevierd het het ontvangen van de finale van de hoofdklasse van de NGF-competitie. Toen de club 25 jaar bestond werden de eerste Oosterhoutse jeugdkampioenschappen gehouden. In 2017, met de komst van de Par 3 baan (ook wel Academy Course genoemd), werd de 18 holes baan verrijkt met vier nieuwe holes. 

## Professionals
Jarenlang is Cees Renders golfleraar op deze golfclub geweest. Hij werd eind 2001 opgevolgd door Jules Franse. Wim van Kaathoven, die als stagiair op Oosterhout begon, is golfleraar sinds 1 juni 2010. Jeroen den Boer is headpro sinds 1 januari 2019.

## Toernooien
- 1998: Nedcar Nationaal Open voor heren, winnaar was Stuart Mathie
- 2005: Stern Budget National Ladies Open
- 2006: Forti Jeugd Tour, Future Jeugd Tour
- 2007: NK Matchplay Senioren (dames en heren)
- 2008: NK Matchplay (dames en heren)
- 2009: Eerste Open Oosterhoutse kampioenschappen
- 2010: Ricoh Nationaal Open, winnaar was Daan Huizing.
- 2014: NGF NK senioren strokeplay (dames en heren)
- 2015: NGF disabled open
- 2016: NGF NK matchplay (dames en heren)
- 2018: NGF NK disabled en NK midamateur (dames en heren)
- 2021: NGF NK strokeplay 50+ (dames en heren)